# Anschlag an der Porzescharte

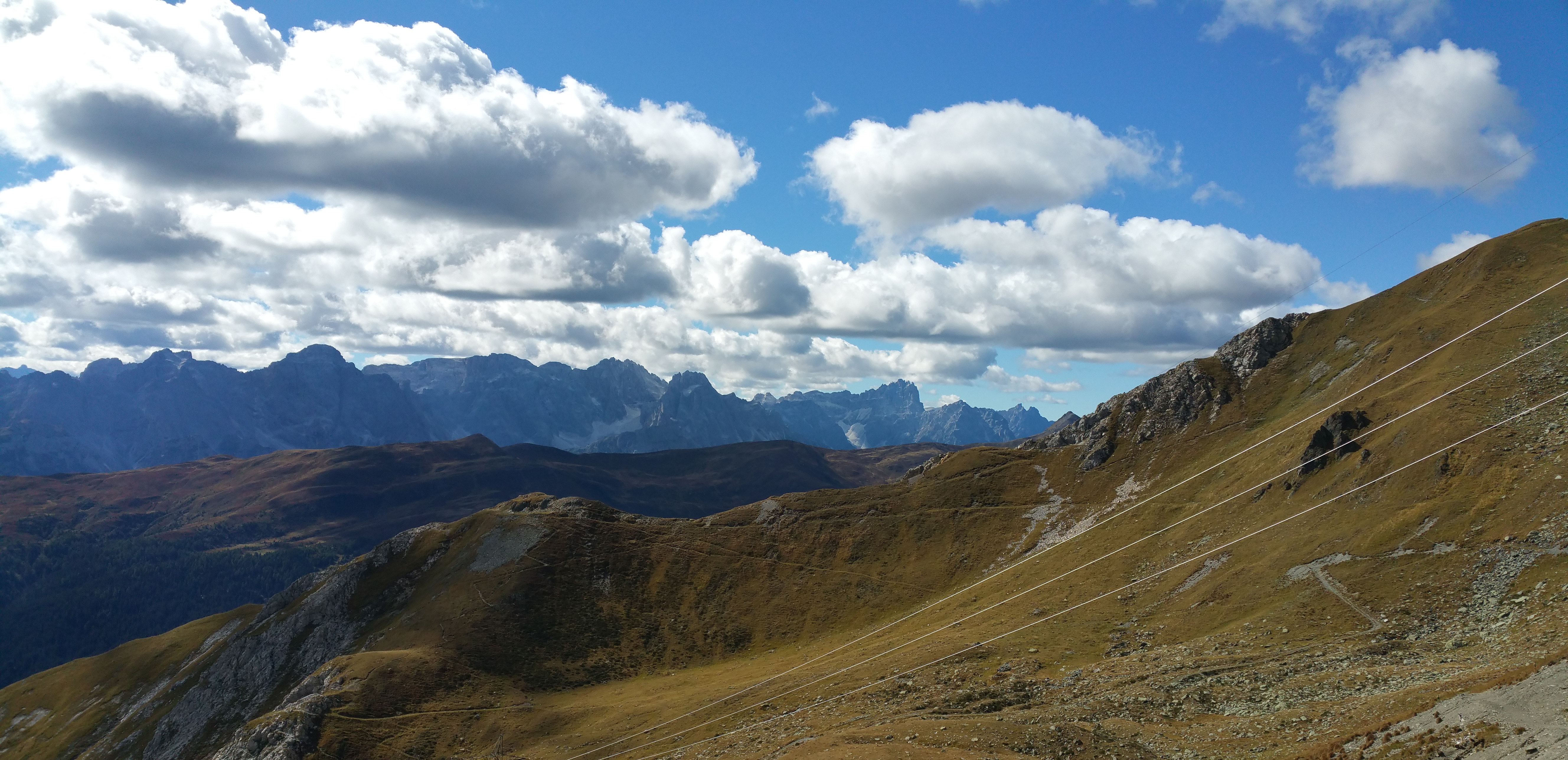
Blick ins Cadore, mit Stromleitung

Der Anschlag an der Porzescharte war ein terroristischer Anschlag am 25. Juni 1967, bei dem auf der Porzescharte, an der Grenze zwischen Tirol (Österreich) und dem Cadore (Provinz Belluno, Italien), vier italienische Soldaten durch eine Explosion ums Leben kamen. Die Urheberschaft des nicht aufgeklärten Anschlags ist umstritten. Nach offiziellen italienischen Angaben wurden sie durch Minen getötet, die von Mitgliedern des Befreiungsausschusses Südtirol gelegt wurden. Dieser Darstellung widersprach hingegen der Historiker und Bundesheer-Oberst Hubert Speckner und stellte infrage, ob die italienischen Soldaten überhaupt bzw. alle im Bereich Porzescharte getötet wurden. Der Historiker Michael Gehler bewertete den Vorfall als „äußerst hinterhältigen Anschlag“.

## Der Südtirol-Konflikt und seine Entwicklung, 1963/64
Im Zuge der politischen und völkerrechtlichen Auseinandersetzungen um die Zukunft Südtirols, eine überwiegend von deutschsprachigen Tirolern besiedelte Region im heutigen Norditalien, kam es ab 1961 zu einer gewalttätigen Eskalation. Im Ringen um die Durchsetzung von Selbstbestimmung, Autonomie und dem ethnischen Überleben, kam es von Südtiroler Seite aus ab 1961 zu zahlreichen Sprengstoffanschlägen. Die gewaltsame Auseinandersetzung, die zunehmend Guerillakrieg-artige Züge trug, war auch durch den stetig ansteigenden massiven Einsatz von Geheimdiensten, Militär und zum Teil Polizeigewalt durch die italienische Regierung gekennzeichnet.
Diplomatische Bemühungen der im Südtirol-Konflikt involvierten Mächte, Italien und Österreich, sowie der Regierungen von Südtirol und Nordtirol, hatten das Problem nicht entschärfen können. Häufig wurden Lösungsansätze verschleppt, da Italien nicht bereit war, von seinen Machtansprüchen sowie einer weiteren Assimilierung der Südtiroler Bevölkerung abzugehen. Zusätzlich wurden mit falschen Informationen Untergangsängste geschürt und die Unterwanderung der deutschen Sprachgruppe prognostiziert. Dass man bei der Zuwanderung von Italienern nach 1945 von falschen Zahlen ausgegangen war, interessierte damals kaum jemanden. Es schuf vielmehr die Basis für Aktivisten und Sympathisanten nördlich und südlich des Brenners, die sich mit zunehmender Eskalation radikalisierten und insbesondere nördlich des Brenners von rechtsextremer Seite unterwandert wurden.

## Eskalation ab 1963
Nach zahlreichen Anschlägen und Feuerüberfällen von Südtirolern fand 1963 im Trentino ein Prozess gegen jene Carabinieri statt, die der Folter an Südtirolern nach der „Feuernacht“ von 1961 beschuldigt waren. Die umstrittenen Freisprüche dieser Carabinieri sowie eine Verhaftungswelle unter Südtirolern und die zahlreiche Schuldsprüche im 1. Mailänder Prozess gegen Südtirol-Aktivisten (Urteilsverkündung am 16. Juli 1964, mit teilweise langjährigen Haftstrafen), führte zu einer Intensivierung der Attentate.
Das Jahr 1964 brachte etliche Tote. Der Carabiniere Vittorio Tiralongo wurde in Mühlwald im Pustertal unter bis heute nicht geklärten Umständen erschossen. Kurz danach starb der Südtirol-Aktivist Luis Amplatz auf der Brunner Mahder-Alm bei Saltaus durch die Hand des italienischen Agenten Christian Kerbler. Der Mitstreiter von Amplatz, Georg Klotz, konnte sich trotz schwerer Verwundung durch die Hilfe der Südtiroler Landbevölkerung nach Österreich durchschlagen.
Eine angeblich durch das Gladio-Netzwerk beeinflusste Aktion des italienischen Militärs, die eine Ausschaltung der Südtiroler Aktivisten-Gruppe der „Pusterer Buam“ (Pustertaler Buben) bewirken sollte, endete mit Großrazzien, mit einem militärischen Fehlschlag für Italien und mit zahllosen Übergriffen gegen die militärisch nicht beteiligte Zivilbevölkerung im Weiler Tesselberg am 10. September 1964. Bei der letzten Razzia wurde nur durch das Eingreifen eines italienischen Offiziers eine geplante Serie von Tötungen an Südtirolern verhindert. Die Jahre 1965 und 1966 brachten weitere Gefechte, Anschläge, Verhaftungen und Tote.

## Zunehmende geheimdienstliche und rechtsextremistische Aktivitäten
In der Folge weitete sich der Kampf auch auf geheimdienstliche und rechtsextremistischer Ebene aus. Aktionen von beiden Seiten umfassten Provokationen, Unterwanderung, Spitzeltätigkeiten, medienbezogene Enthüllungen, Verhaftungen, versuchte Entführungen, Tötungsversuche und Tötungen. Von italienischer Seite wurde mit Erfolg versucht, eigene Aktionen als feindliche auszugeben. In starkem Maße wurden italienische, österreichische und viele weitere europäische Medien propagandistisch für den Meinungskampf genutzt, was den Südtirolern wegen fehlender Netzwerke und mangelnder politischer Unterstützung nicht annähernd gelang. Südtirol wurde nach Leopold Steurer endgültig zum Schauplatz der Auseinandersetzung des von politisch-militärischen Kräften inszenierten „Staatsterrors“ Italiens einerseits und des vom radikalisierten Umfeld pangermanistischer und rechtsextremistischer Kreise in Österreich und Deutschland angestachelten Terrors andererseits.

## Porzescharte, Juni 1967
Am 25. Juni 1967 kam es schließlich zu einer weiteren Eskalation, nachdem 1965/66 bereits mehrere Carabinieri und Finanzieri (Finanzpolizisten) erschossen oder durch Explosionen von Sprengfallen getötet worden waren. Italienischen Untersuchungen und Aussagen italienischer Offizieller zufolge, ist heute davon auszugehen, dass diese Gewalttaten von italienischen Kräften genutzt wurden, um die eigenen politischen Zwecke zu fördern.
Nach den bis heute unklaren Berichten stiegen am 24. Juni 1967 die Südtirol-Aktivisten und Gründungsmitglieder der österreichischen NDP Peter Kienesberger, Erhard Hartung sowie der österreichische Bundesheerangehörige Egon Kufner aus dem Obertilliacher Tal (Dorfer Tal) in Gegend der Klapfalm, ungefähr in Gegend der heutigen Almhütte am Klapfsee, zum Unteren Rosskar auf.  Was dann geschah, ist bis heute in manchen Details ungeklärt.
Angeblich wollten sie hier einen verwundeten Aktivisten aus Südtirol über diese Route evakuieren. Das war Jahre danach die Haupt-Verteidigungslinie im Wiener Porzescharte-Prozess, wurde jedoch später von Kienesberger gegenüber dem Geschichtsforscher Hubert Speckner bestritten.
Von italienischer Seite wird bis heute gesagt, die Südtirol-Aktivisten seien von der Klapfalm auf die Porzescharte gestiegen, auf die Cadore-Seite übergewechselt und hätten dort in sehr kurzer Zeit zwei Minen als Sprengfallen verlegt sowie einen, direkt auf der Staatsgrenze befindlichen, Masten mit Sprengstoff, Uhr und Zünder versehen. Besagter Mast 119 der Linie Lienz – Pelos bzw. Lienz – Soverzène wurde wenige Stunden später bei einer Explosion schwer beschädigt. Die heutige Analyse lässt laut Speckner erhebliche Diskrepanzen zwischen der offiziell vertretenen italienischen Behauptung und der durch diverse Weg/Zeit-Analysen belegbaren nachträglichen Einschätzung erkennen.
Laut amtlicher Darstellung der Republik Italien sei am 25. Juni 1967 im Rahmen der Aufklärung der Untersuchung der Sprengung des Masten 119 der Alpino (Gebirgsjäger) der italienischen Armee (Bataillon „Val Cismon“) Armando Piva auf eine Mine getreten. Dies führte zu seiner schweren Verwundung und bald darauf zu seinem Tod. Infolgedessen wurde eine vierköpfige Patrouille der italienischen Anti-Terror-Einheit eingesetzt, die aus Offizieren und Unteroffizieren des „Fallschirmjäger-Carabinieri-Bataillon“ und des „Fallschirmjäger-Saboteur-Bataillon“ bestand.
Laut der italienischen Erklärung wurden drei Mitglieder der italienischen Spezialeinheit bei einer Explosion getötet, weil einer der Fallschirmjäger auf eine zweite Mine getreten war. Zwei italienische Offiziere (Hauptmann Francesco Gentile und Leutnant Mario di Lecce) wurden 40 bzw. 50 m weit weg – südlich hangabwärts – geschleudert, und die Unteroffiziere Olivo Dordi und Marcello Fagnani wurden direkt neben dem Minenkrater Nr. 2 Opfer, wobei Fagnani als einziger das Attentat schwer verletzt überlebte.
Als politische Folge des Anschlags kam es zu einer schweren Krise zwischen Italien und Österreich; laut Außenminister Lujo Tončić-Sorinj erreichten die Beziehungen zwischen Wien und Rom den tiefsten Punkt seit 1945.

## Urteile
In erster Instanz wurden die mutmaßlichen drei Attentäter im (vierten) Wiener Prozess im Dezember 1968 zu Haftstrafen verurteilt:
Peter Kienesberger erhielt 8 Jahre Haft (mit einem vierteljährlichen Fasttag), Erhard Hartung erhielt 1 Jahr Haft (mit einem vierteljährlichen Fasttag), Egon Kufner erhielt 1 Jahr Haft (mit einem vierteljährlichen Fasttag). Alle drei Verurteilten mussten symbolisch einen Schilling an die Hinterbliebenen der Opfer zahlen.
Es folgten zahlreiche Aufträge für Gutachten und Revisionsverfahren. Laut Speckner wurden die Angeklagten in dritter Instanz, nach Nichtigkeitsbeschwerde der Staatsanwaltschaft bezüglich des Freispruchs im zweiten Rechtszug und nachdem sich die eingeforderten sowie mittlerweile vorgelegten Gutachten als entlastend erwiesen hatten, durch einen Akt des österreichischen Bundespräsidenten („Abolition ohne Entschädigung“) begnadigt. Laut dem Historiker Leopold Steurer wurden die drei Angeklagten bei der Wiederaufnahme des Verfahrens 1971 zwar freigesprochen, aber das Berufungsgericht erhob wegen Anleitung der Geschworenen Einspruch gegen den Freispruch. Ein drittes Verfahren war für 1972 anberaumt, dem sich Kienesberger und Hartung durch Flucht nach Deutschland und dem Ansuchen auf politisches Asyl entzogen. Das dritte Verfahren kam nie zustande.
Im Südtirol-Prozess von Florenz zum Fall Porzescharte wurden mit 14. Mai 1970 folgende Urteile gefällt:
- Norbert Burger (Planung), Peter Kienesberger, Erhard Foltin, Erhard Hartung, Heinrich Oberleiter jeweils lebenslänglich;
- Hans Christian Genck (Osnabrück, Bundesrepublik Deutschland) 17 Jahre 8 Monate;
- Hansjürg Humer (Schörding, wohl: Schärding, Oberösterreich) 16 Jahre 4 Monate;
- Egon Kufner (offenbar Linz - nicht Lienz, wie bei Peterlini laut untenstehender Anmerkung falsch angegeben) 24 Jahre;
- Helmuth Moritz (Innsbruck) 26 Jahre;
- Gottfried Tschaikner (Telmas (ist vielleicht Telfs gemeint?)) 22 Jahre 4 Monate;
- Karl Schafferer (Innsbruck) 19 Jahre 4 Monate; Peter Matern (Innsbruck) 15 Jahre 8 Monate;
- Kate Dahl-Schafferer (Innsbruck) 4 Jahre;
- Dietrich und Rolf Eibl sowie Albert Schafferer (Innsbruck) je 2 Jahre;
- Herwig Nachtmann (Innsbruck), Gerhard Watschinger und Rudolf Watschinger (Fritzens) je 1 Jahr 4 Monate.
- Freisprüche: Dieter Schartinger (Linz), Gerhard Tautermann (Linz), Rolf Teschner (Solbad Hall, seit 1975: Hall in Tirol), Werner Weitze (Linz), Helmut Golowitsch (Linz), Heinz Hauffe (Innsbruck), Erich Klinger (Steyr), Maya Mayr (Bozen, Südtirol), Franz Neubauer (Linz), Harald Nimeth (Innsbruck), Werner Piehl (Bielefeld, Bundesrepublik Deutschland), Dietmar Ritzberger (Innsbruck).[30]

## Fazit nach Speckner
Speckner kommt in seinen zeitgeschichtlichen Arbeiten zu folgenden Annahmen:
- Es gab Anschläge oder Unglücksfälle, die mehrere Todesopfer zur Folge hatten.
- Es kann sein, dass mehrere Unglücke nicht in der Gegend der Porzescharte stattfanden, dann aber deren Ort aus Gründen zu verschweigender Probleme und höherer italienischer Staatsräson dorthin verschoben wurde. Oder die Unglücke geschahen im Bereich der Porzescharte, liefen aber anders ab.
- Die genannten Südtirol-Aktivisten Peter Kienesberger, Erhard Hartung und Egon Kufner konnten aufgrund früherer polizeilicher sowie gutachterlicher und heutiger Weg/Zeit-Analysen nicht die Täter gewesen sein. Ebenso war ihre Möglichkeit, die Minen gelegt zu haben, nie im realen Sinne gegeben. Daher lässt die Aktion auf italienische Geheimdienst-Aktivitäten schließen.
- Obwohl mit Sicherheit auszuschließen, gelten bis heute in Italien Kienesberger, Hartung und Kufner als „Täter“. Ungeachtet dessen, dass abmessbar und realistisch kalkuliert werden konnte, warum sie nicht beteiligt gewesen waren, hält die Republik Italien aus politischen Gründen diese Fehldarstellung bis heute aufrecht, was insofern verständlich ist, als es einen Skandal hervorrufen würde, wenn auch nur die geringsten gegenteiligen Details offiziell zugegeben würden.